# Ivan Böhm
Ivan Böhm (* 9. Dezember 1998) ist ein österreichischer Fußballspieler.

## Karriere
Böhm begann seine Karriere beim SR Donaufeld Wien. 2013 wechselte er zum Floridsdorfer AC. Zur Saison 2015/16 rückte er in den Kader der Amateure der Wiener.
Im Mai 2016 stand er im Spiel gegen den FC Liefering erstmals im Profikader. Am 36. Spieltag der Saison 2015/16 gab er schließlich sein Profidebüt, als er im Auswärtsspiel gegen den SKN St. Pölten in der Schlussphase eingewechselt wurde. Dies blieb sein einziger Einsatz für die Profis des FAC. Mit den Amateuren des FAC stieg er 2018 aus der sechstklassigen Oberliga in die fünftklassige 2. Landesliga auf.
Zur Saison 2018/19 wechselte Böhm zum siebtklassigen SV Hausleiten.
Böhm beendete seine Karriere schließlich 2021 beim SV Hausleiten.